# 余接空間
微分幾何学において、滑らかな（あるいは可微分）多様体の各点 x に、x における余接空間（よせつくうかん、英: cotangent space）と呼ばれるベクトル空間を取り付けることができる。余接空間は、より直接的な定義があるが（下記参照）、典型的には、x における接空間の双対空間として定義される。余接空間の元は余接ベクトル（英: cotangent vector）あるいは接余ベクトル（英: tangent covector）と呼ばれる。

## 性質
連結多様体上のすべての余接空間は多様体の次元に等しい同じ次元をもつ。多様体のすべての余接空間は「貼り合わせて」（すなわち和集合をとり位相を与えて）次元が2倍の新しい微分可能多様体、多様体の余接束を作ることができる。
点における接空間と余接空間はどちらも同じ次元の実ベクトル空間でありそれゆえ多くの可能な同型写像を経由して互いに同型である。リーマン計量やシンプレクティック形式の導入は点における接空間と余接空間の間の自然同型を任意の余接ベクトルに自然な接ベクトルを割り当てて生じる。

## 正式な定義

### 線型汎関数としての定義
M を滑らかな多様体とし x を M の点とする。TxM を x における接空間とする。このとき x における余接空間は TxM の双対空間として定義される：
Tx*M = (TxM)*
具体的には、余接空間の元は TxM 上の線型汎関数である。つまり、すべての元 α ∈ Tx*M は線型写像
α: TxM → F
である、ただし F は考えているベクトル空間の基礎体である。例えば、実数体。Tx*M の元は余接ベクトルと呼ばれる。

### 別の同値な定義
いくつかのケースでは、接空間に言及することなしに余接空間の直接の定義をしたいかもしれない。そのような定義は M 上の滑らかな関数の同値類の言葉で定式化することができる。インフォーマルには、x の近くで同じ一次の振る舞いをするときに2つの滑らかな関数 f と g は点 x で同値であるという。余接空間はすると x の近くの関数のありとあらゆる一次の振る舞いからなる。
M を滑らかな多様体とし x を M の点とする。Ix を x で消える C∞(M) のすべての関数からなるイデアルとし、Ix2 を {\textstyle \sum _{i}f_{i}\,g_{i}} の形の関数の集合とする、ただし fi, gi ∈ Ixとする。このとき Ix と Ix2 は実ベクトル空間であり余接空間は商空間 Tx*M = Ix / Ix2 として定義される。
この定式化は代数幾何学におけるザリスキ接空間を定義する余接空間の構成に類似である。この構成はまた局所環付き空間にも一般化される。

## 関数の微分
M を滑らかな多様体とし f ∈ C∞(M) を滑らかな関数とする。点 x における f の微分は写像
dfx(Xx) = Xx(f)
ただし Xx は導分 (derivation) と考えられる x における接ベクトルである。つまり {\textstyle X(f)={\mathcal {L}}_{X}f} は方向 X の f のリー微分であり、df(X) = X(f) が成り立つ。同じことだが、接ベクトルを曲線の接線と考えることができ、
{\displaystyle \mathrm {d} f_{x}{\bigl (}\gamma '(0){\bigr )}=(f\circ \gamma )'(0)}
と書く。どちらの場合にも、dfx は TxM 上の線型写像でありしたがってそれは x における余接ベクトルである。
すると点 x における微分写像 (differential map) d: C∞(M) → Tx*M を f を dfx に送る写像として定義できる。微分写像の性質は次を含む：
1. d は線型写像である： 定数 a, b に対して d(af + bg) = a df + b dg
2. d(fg)x = f(x) dgx + g(x) dfx

微分写像は上で与えられた余接空間の2つの alternate 定義の間のつながりを提供する。関数 f ∈ Ix （x において消える滑らかな関数）が与えられると上記のように線型汎関数 dfx を構成することができる。写像 d が Ix2 上 0 に制限する（読者はこれを確かめよ）から d は Ix / Ix2 から接空間の双対 (TxM)* への写像を誘導する。この写像は同型写像であり2つの定義の同値性を確立することを示すことができる。

## 滑らかな関数の引き戻し
多様体間のすべての微分可能な写像 f: M → N が（微分写像あるいは微分と呼ばれる）線型写像
{\displaystyle f_{*}\colon T_{x}M\to T_{f(x)}N}
を誘導するのとちょうど同じように、すべてのそのような写像は余接空間の間の（引き戻しと呼ばれる）線型写像を誘導する。このとき向きは逆である：
{\displaystyle f^{*}\colon T_{f(x)}^{*}N\to T_{x}^{*}M}
引き戻しは微分写像の双対（あるいは転置）として自然に定義される。定義を紐解くと、これは次を意味する：
{\displaystyle (f^{*}\theta )(X_{x})=\theta (f_{*}^{}X_{x})}
ただし θ ∈ Tf(x)*N および Xx ∈ TxMである。それぞれがどこの元であるかを注意深く注意せよ。
点で消える滑らかな関数の同値類の言葉で余接ベクトルを定義すれば、引き戻しの定義はさらにもっと直接的である。g を f(x) で消える N 上の滑らかな関数とする。すると g によって決定される余ベクトルの引き戻し（dg と表記される）は
{\displaystyle f^{*}\,\mathrm {d} g=\mathrm {d} (g\circ f)}
で与えられる。つまり、それは g ∘ f で決定される x で消える M 上の関数の同値類である。

## 外冪
余接空間の k 次外冪、{\textstyle \bigwedge ^{k}(T_{x}^{*}M)} は微分幾何学の別の重要な対象である。k 次外冪のベクトル、あるいはより正確には余接束の k 次外冪の断面は微分 k 形式と呼ばれる。それらは k 個の接ベクトル上の交代多重線型写像と考えることができる。この理由のため、余接ベクトルはしばしば 1 形式 と呼ばれる。